# Harry Collins
Harry Collins (nacido el 13 de junio de 1943) es un sociólogo de la ciencia británico de la Escuela de Ciencias Sociales de la Universidad de Cardiff, Gales.

## Carrera
En la Universidad de Bath Collins desarrolló el enfoque de la Escuela de Bath para la sociología del conocimiento científico .
En Changing Order: Replication and Induction in Scientific Practice,  describe una teoría general de la sociología de la ciencia . Partiendo de los conceptos de Ludwig Wittgenstein  “Juego de Lenguaje” y “Formas de Vida”, trata de explicar cómo los científicos siguen reglas y patrones al realizar experimentos y prácticas científicas. La perspectiva de Collins suele denominarse posición relativista, aunque esto es una simplificación excesiva.
Ha estudiado durante más de 30 años sobre la sociología de la física de las ondas gravitacionales: «Los siete sexos: Estudio sociológico de un fenómeno o réplica de experimentos en física» y «El hijo de los siete sexos: La destrucción social de un fenómeno físico».  Ha mostrado cómo los datos científicos pueden estar sujetos a flexibilidad interpretativa, y cómo los medios sociales o "no científicos" pueden usarse a veces para cerrar controversias científicas .
A principios de la década de 2000, Collins, junto con el Dr. Robert Evans, también de la Universidad de Cardiff, publicó trabajos sobre lo que denominan la "Tercera Ola de Estudios Científicos" y, en concreto, la idea de la experiencia interaccional . El objetivo es abordar cuestiones de legitimidad, extensión y participación pública en la toma de decisiones científicas.
En 2012 fue elegido miembro de la Academia Británica y en 2013 miembro de la Sociedad Científica de Gales . 

## Obras seleccionadas

### Libros
- Collins, Harry M. (1985). Changing Order: Replication and Induction in Scientific Practice. London Beverly Hills: Sage Publications. ISBN 9780803997172.
- Collins, Harry M. (1990). Artificial Experts: Social Knowledge and Intelligent Machines. Cambridge, Massachusetts: MIT Press. ISBN 9780262531153.
  - Explains the nature and limits of intelligent machines, especially expert systems.
- Collins, Harry M.; Pinch, Trevor (1998). The Golem: What You Should Know about Science (2nd edición). Cambridge, UK; New York, NY: Cambridge University Press. ISBN 9781107604650.
- Collins, Harry M.; Kusch, Martin (1998). The Shape of Actions What Humans and Machines Can Do. Cambridge, Massachusetts: MIT Press. ISBN 9780262032575.
- Collins, Harry M. (2004). Gravity's Shadow the Search for Gravitational Waves. Chicago: University of Chicago Press. ISBN 9780226113784.
- Collins, Harry M.; Pinch, Trevor (2005). Dr. Golem: How to Think about Medicine. Chicago: University of Chicago Press. ISBN 9780226113692.
- Collins, Harry M.; Evans, Robert (2007). Rethinking Expertise. Chicago: University of Chicago Press. ISBN 9780226113623.
- Collins, Harry M. (2010). Tacit and Explicit Knowledge. Chicago: University of Chicago Press. ISBN 9780226113807.
- Collins, Harry M. (2011). Gravity's Ghost: Scientific Discovery in the Twenty-First Century. Chicago: The University of Chicago Press. ISBN 9780226113562.
- Collins, Harry M. (2013). Gravity's Ghost and Big Dog: Scientific Discovery in the Twenty-First Century. Chicago: The University of Chicago Press. ISBN 9780226052298.
  - Big Dog, Collins' next book on LIGO, was published as part of the paperback edition of Gravity's Ghost (2011), with a combined title.
- Collins, Harry M.; Pinch, Trevor (2014). The Golem at Large: What You Should Know about Technology (6th edición). Cambridge: Cambridge University Press. ISBN 9781107688285.
- Collins, Harry M. (2014). Are We All Scientific Experts Now?. Cambridge, UK; Malden, Massachusetts: Polity. ISBN 9780745682044.
- Collins, Harry M.; Evans, Robert; Higgins, Christopher (2016). Bad Call: Technology's Attack on Referees and Umpires and How to Fix It. Cambridge, MA: MIT Press. ISBN 9780262035392.
- Collins, Harry M. (2017). Gravity's Kiss: The Detection of Gravitational Waves. Cambridge, MA: MIT Press. ISBN 9780262036184.
- Collins, Harry M.; Evans, Robert (2017). Why Democracies Need Science. Cambridge, UK; Malden, Massachusetts: Polity. ISBN 9781509509614.
- Collins, Harry M. (2018). Artifictional Intelligence: Against Humanity's Surrender to Computers. Cambridge, UK; Malden, Massachusetts: Polity. ISBN 9781509504121.
- Collins, Harry M. (2019). Forms of Life: The Method and Meaning of Sociology. London: MIT Press. ISBN 9780262536646.

### Capítulos de libros
- Collins, Harry M.; Yearley, Steven (1992), «Epistemological chicken»,  en Pickering, Andrew, ed., Science as practice and culture, Chicago: University of Chicago Press, pp. 301-326, ISBN 9780226668017..

### Artículos de revistas
- Collins, Harry M. (May 1975). «The seven sexes: a study in the sociology of a phenomenon, or the replication of experiments in physics». Sociology 9 (2): 205-224. doi:10.1177/003803857500900202.
- Collins, Harry M.; Evans, Robert (April 2002). «The third wave of science studies: studies of expertise and experience». Social Studies of Science 32 (2): 235-296. doi:10.1177/0306312702032002003.